# Robert Sara
Robert Sara (Oberlainsitz, Austria, 9 de junio de 1946) es un exfutbolista y actual entrenador austriaco, que se desempeñó como defensa y que militó solamente en clubes de Austria. Actualmente es segundo entrenador del Young Violets Austria Wien, filial del FK Austria Viena.

## Clubes
| Club                | País    | Año         |
| ------------------- | ------- | ----------- |
| Austria Viena       | Austria | 1965 - 1984 |
| Favoritner AC Viena | Austria | 1985        |

## Selección nacional
Ha sido internacional con la Selección de fútbol de Austria; donde jugó 55 partidos internacionales y anotó 3 goles por dicho seleccionado. Incluso participó con su selección, en 1 Sola Copa Mundial. La única Copa Mundial que disputó, fue en Argentina 1978, donde su selección llegó hasta la segunda fase.